# Армията Бранкалеоне
Армията Бранкалеоне (на италиански: L'armata Brancaleone) е италианска комедия от 1966 година на режисьора Марио Моничели.

## В ролите
| Изпълнител           | Роля                 |
| -------------------- | -------------------- |
| Виторио Гасман       | Бранколеони ди Норча |
| Катрин Спаак         | Матилда              |
| Фолко Лули           | Пеколо               |
| Джан Мария Волонте   | Теофилакт деи Леонци |
| Карло Пизакане       | Абакук               |
| Уго Фангареги        | Манголдо             |
| Енрико Мария Салерно | Брат Дзеноне         |
| Барбара Стийл        | Теодора              |